# Бойова рубка

Схема бойової рубки на німецькому лінійному крейсерові SMS Дерфлінгер

Бойова рубка — у військовій справі — спеціальне приміщення на кораблі, обладнане засобами управління корабля і призначене для розміщення його головного командного пункту. Під час бою командир корабля знаходиться в бойовій рубці і звідти керує кораблем. Крім командира в бойовій рубці знаходиться особовий склад, необхідний для обслуговування технічних засобів управління кораблем. Вперше бойові рубки стали передбачатися на кораблях при їх проектуванні та будівництві наприкінці XIX століття.

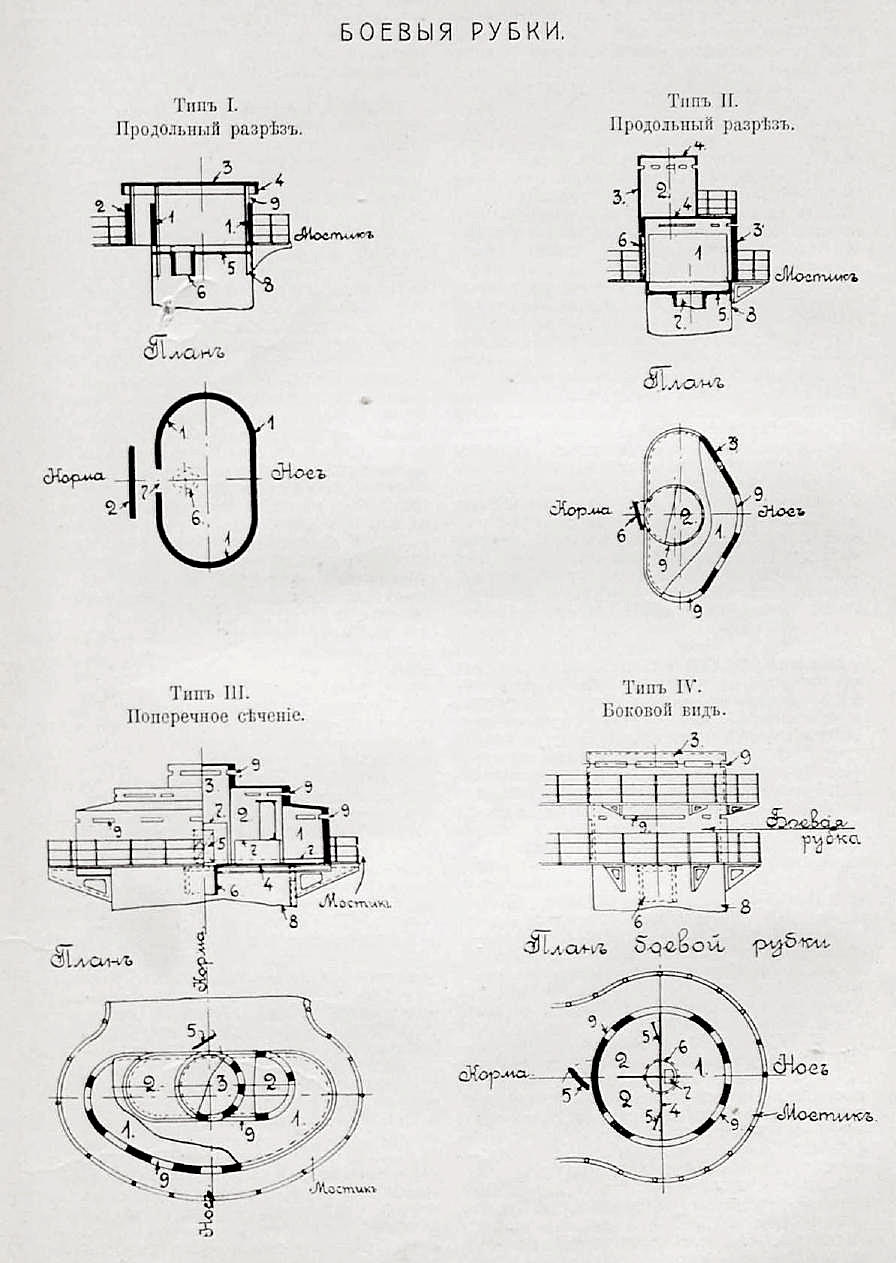
Ілюстрація до статті «Боевая рубка» з Військової енциклопедії Ситіна.

До 1905 року на кораблях переважали бойові рубки овальної форми з плоским дахом і відкритим входом, обладнаним наскрізником (тип I на малюнку). Внаслідок виявлених у них на Російсько-японській війні конструктивних недоліків (дах відбивав і ловив осколки, а відкритий вхід не захищав від них) перейшли до широких рубок з маленьким другим ярусом, призначеним для розміщення приладів (тип II на малюнку). Завдяки ширині вони давали великий кругозір на корму, а їх скошені стіни сприймали нормальні удари снарядів того противника, який знаходився на курсовому куті 45°, тобто вже на збільшеній відстані. Цей тип був технологічно складним, тому був замінений типом рубок дещо інших обрисів (тип III). Зі скасуванням далекомірів з 4,5-футовою базою узвичаївся тип без верхньої башточки (тип IV).
На надводних кораблях бойова рубка, як правило, розміщується в носовій надбудові для забезпечення командиру необхідного огляду, часто вона має конструктивний захист у вигляді бронювання. На підводних човнах являє собою спеціальну конструкцію в середній частині міцного корпусу; ця конструкція з'єднує ходовий місток з центральним постом. На кораблях третього і четвертого покоління головний командний пункт в цілях кращого захисту зазвичай розташовується в спеціальному приміщенні корпусу корабля нижче ватерлінії, тому в колишньому розумінні бойова рубка втратила своє значення і зберігається тільки на кораблях, побудованих до 1960-х років.